# 정팔
정팔(鄭八, 1915년 ~ 1976년)은 명동패에서 활약한 대한민국의 조직폭력배이다. 1976년에 결핵으로 사망했다.

## 정팔이 출연한 작품
- 《무풍지대》(1989) (배우: 백찬기)
- 《야인시대》(2002) (배우: 정형기)